# Epichnopterix pulliparvella
Epichnopterix pulliparvella är en fjärilsart som beskrevs av Charles Théophile Bruand d’Uzelle 1852. Epichnopterix pulliparvella ingår i släktet Epichnopterix och familjen säckspinnare. Inga underarter finns listade i Catalogue of Life.